# Monofonia (audio)
La monofonia, abbreviata in mono, è una tecnica di registrazione/riproduzione del suono che prevede di registrare o mandare all'ascolto un contenuto audio unico, invece che suddiviso in 2 o più canali aventi informazioni parzialmente o totalmente differenti, ma complementari.
Tale flusso sonoro può anche essere riprodotto da più diffusori acustici, posizionati anche a distanza, ma le informazioni sonore riprodotte da tali diffusori rimangono comunque le stesse per ogni diffusore (esempio: sistema di avvisi sonori presenti su un treno).

## Generalità
La monofonia è stata la prima tecnica di riproduzione/registrazione del suono implementata, la più semplice, ma anche quella che offre le prestazioni minori. In natura infatti il suono può avere origine da molteplici punti spaziali, quindi più flussi sonori sono implementati per dare origine a fonti sonore riprodotte da diffusori acustici posizionati in differenti punti spaziali, maggiore è il livello di realismo ottenibile.
Più flussi sonori in grado di dare origine a fonti sonore riprodotte da diffusori acustici posizionati in differenti punti spaziali sono implementati in tecniche di riproduzione/registrazione del suono quali la stereofonia e la quadrifonia, in grado quindi di fornire prestazioni nettamente migliori.